# Leidener Kabarettfestival

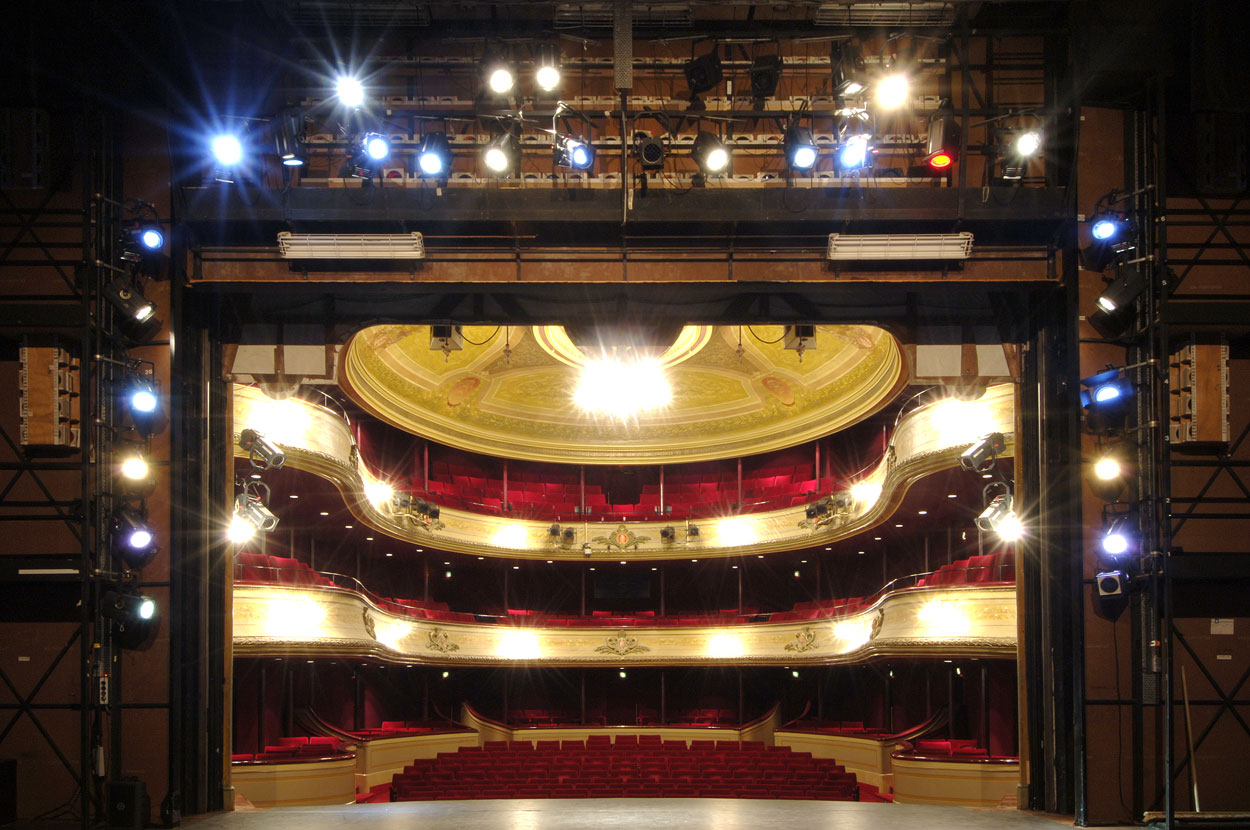
Die Bühne der Leidener Schouwburg

Das Leidener Kabarettfestival (niederländisch Leids Cabaret Festival) ist ein Kabarettfestival, das seit 1978 jährlich in der niederländischen Stadt Leiden stattfindet. Das Festival wurde als Gegenveranstaltung zum Cameretten ins Leben gerufen und sollte Nachwuchskünstlern die Chance bieten, mit ihrem Programm vor einem breiten Publikum aufzutreten.
Seither hat sich das Festival in der niederländischen Comedy- und Kabarettszene etabliert und diente vielen jungen Talenten als Startbahn für ihre Karriere.
Seit der Gründung findet das Festival auf der Bühne der Leidener Schouwburg statt, dem ältesten Theater der Niederlande.